# Erebia lugens
Erebia lugens är en fjärilsart som beskrevs av Otto Staudinger och Hans Rebel 1901. Erebia lugens ingår i släktet Erebia och familjen praktfjärilar. Inga underarter finns listade i Catalogue of Life.